# قلعة جوق سبلان (سردابة)
قلعة جوق سبلان (بالفارسية: قلعه‌جوق سبلان) هي منطقة سكنية تقع في إيران في قسم سردابة الريفي. يقدر عدد سكانها بـ 796 نسمة .